# Дыс
Дыс (пол. Dys) — деревня в Польше, в гмине Немце Люблинского повета Люблинского воеводства. Прежнее название Дысс. Перед деревней находится долина реки Цемега.
Ближайшие населённые пункты — Элизувка (1,9 км), Цецежин (2,4 км), Лагевники (3,0 км), Якубовице Кониньске (3,2 км), Людвинув (3,3 км), Рудник (3,5 км), Люблин (7,3 км), Любартув (16,6 км).

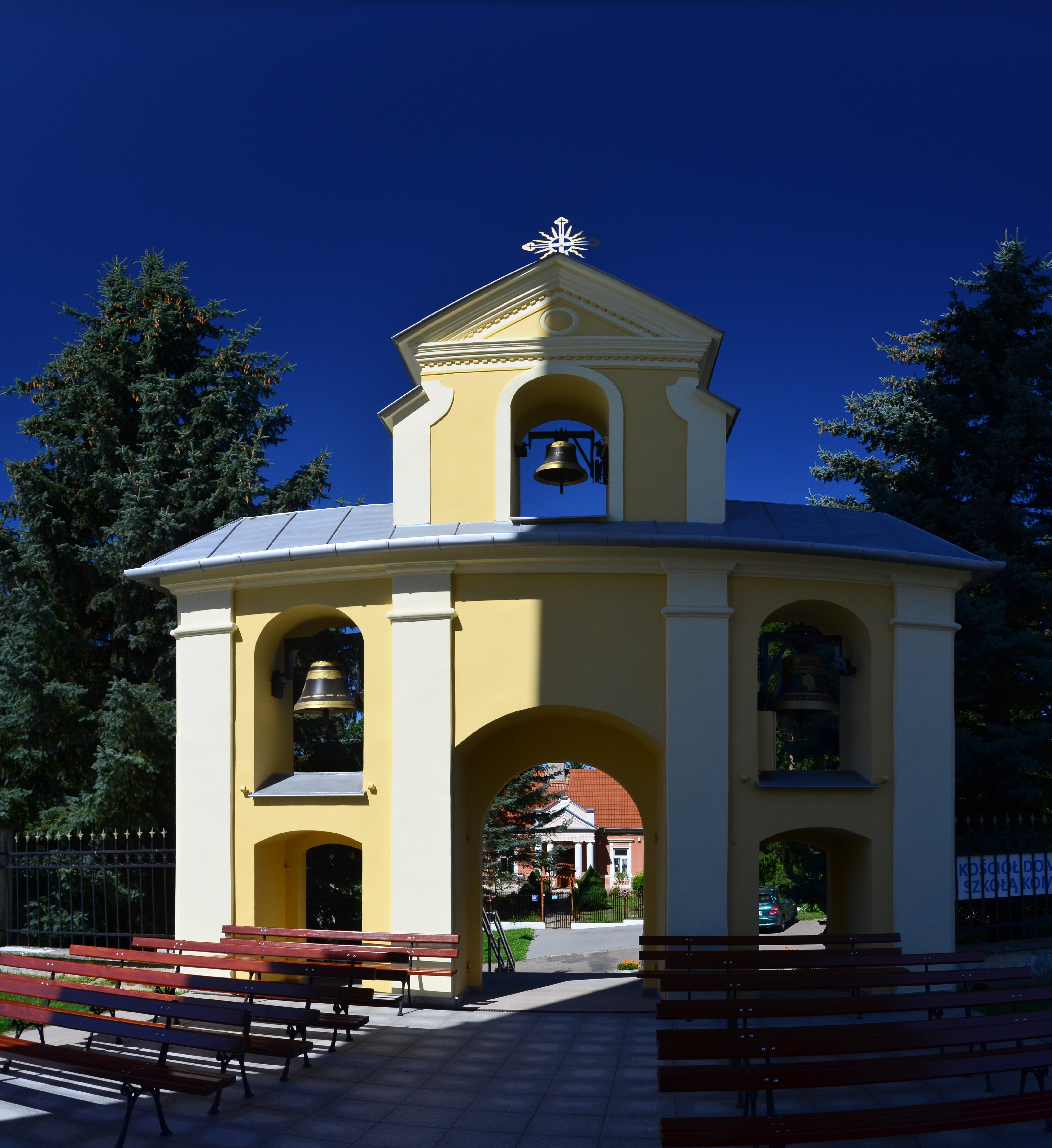
Звонница костёла в Дысе.

## История
В 1382 году на месте деревни Дысс была возведена церковь и образован приход графом Габриелом с Гурки. В 15 веке владельцами Дысса были родственники Дмитрия из Горая, Тенчинские, а в 1440 году Ян Гловач Олешницкий, каштелян Сандомирский.
В 19 в. деревня Дысс находилась в Любартувском повете, гмина Немце. Деревня расположена на высокогорье на высоте 687 футов над уровнем моря. Согласно Географическому словарю Царства Польского, здесь стояла кирпичная приходская церковь

### Вторая мировая война
В 1944 году здесь был устроен полевой аэродром, где временно дислоцировались 2 полка народной авиации — 1-й истребительный авиаполк и 2-й полк ночных бомбардировщиков «Краков». С конца августа 1944 г. поддерживалось воздушное сообщение из аэропорта с Белостоком и Перемышлем, а также по 5 курьерским линиям, связывавшим Люблин с более крупными городами, расположенными в освобожденных районах.

## Население
В 1827 году в Дыссе был 51 дом и 440 жителей. В конце 19 века в Дысском приходе Любартовского деканата насчитывалось 3094 души.
В 2011 году в Дысе проживало 1890 жителей, из которых 50,5 % женщины и 49,5 % мужчины. В деревне проживало 10,6 % от общего числа жителей гмины.

## Климат
В деревне Дыс климат умеренно тёплый. Средняя годовая температура составляет 8,9 °C. В год выпадает около 750 мм осадков. Самая высокая относительная влажность наблюдается в Ноябре (84.18 %). Самая низкая в Мае (66.79 %). В среднем Июль самый дождливый месяц (13.50 дней). Меньше всего дождливых дней приходится на Октябрь (9.67 дней).
Летние месяцы: Июнь, Июль, Август, Сентябрь.
Июль является самым жарким месяцем года при средней температуре 19,9 °C. Январь является самым холодным месяцем года при температуре −2.5 °C